# Tom Bianchi
Tom Bianchi (* 1945 in Oak Park, Illinois, USA) ist ein US-amerikanischer Aktfotograf, Bildhauer und Schriftsteller.

## Werdegang
Tom Bianchi studierte Politikwissenschaften an der University of New Mexico, wo er mit dem Bachelor abschloss, und Rechtswissenschaften an der Northwestern University. Er gab 1979 seine Stelle als juristischer Berater der Columbia Pictures auf, um sich seiner künstlerischen Arbeit zu widmen. Im Jahr 1980 folgte in der Parson/Dreyfus-Galerie in New York sein Debüt als Fotograf. 1991 veröffentlichte er seinen ersten Fotoband mit dem Titel „Out of the studio“, 2006 folgte der unterdessen 12. Fotoband mit dem Titel „Deep Sex“. Bianchis Aktbände bieten Einblicke in schwule Szenen in den USA und waren sämtlich Bestseller. Die später erschienenen Bücher umfassen auch Bianchis Texte zur Philosophie der Ästhetik, der Erotik in der Kunst, zu gesellschaftspolitischen Themen.

## Aidsaktivist
Aufgrund seines biographischen Hintergrundes engagiert sich Bianchi, der selbst HIV-Betroffener ist, in mehreren Projekten im Kampf gegen Aids. Neben seiner künstlerischen Arbeit ist Tom Bianchi Mitbegründer einer Biotech-Firma und leitet die Finanzierung für die Entwicklung neuer AIDS-Medikamentisierung. Im Jahr 2005 war er Mitwirkender der berührenden Filmdokumentation Gay Sex in the 70s.

## Werk
- Out of the Studio (1991)
- Living with Dickens (1993)
- Bob and Rod (1994)
- Extraordinary Friends (1995)
- In Defense of Beauty (1995)
- Bianchi: Outpost (1996)
- Among Women (1996)
- In the Studio (1998)
- Men I’ve Loved: Prose, Poems and Pictures (2001)
- On the Couch Vol. 1 (2002)
- On the Couch Vol. 2 (2004)
- Deep Sex (2006)
- Fine Art Sex (2011)